# Uvalda
Uvalda – miasto w Stanach Zjednoczonych, w stanie Georgia, w hrabstwie Montgomery.